# 安道爾足球總會
安道爾足球總會（簡稱FAF）是安道爾足球运动的管理机构，負責管轄安道爾甲組足球聯賽與安道尔足球乙级联赛、安道爾盃、安道爾超級盃及各級別男女子的安道爾國家足球隊，總部設於埃斯卡尔德斯-恩戈尔达尼堂区。

## 外部連結
- 官方網站 （页面存档备份，存于）
- FIFA （页面存档备份，存于）
- UEFA （页面存档备份，存于）